# جون سي. فيتزجيرالد
جون سي. فيتزجيرالد هو سياسي أمريكي، ولد في 12 نوفمبر 1863، وتوفي في 26 يونيو 1928. نشط حزبياً في الحزب الديمقراطي. وقد انتخب عضو جمعية ولاية نيويورك ‏ وانتخب عضو مجلس ولاية نيويورك ‏.